# Zinkensdamms Idrottsplats
Lo Zinkensdamms Idrottsplats, spesso chiamato a livello locale Zinken o Zinkens, è uno stadio di Stoccolma, sito a Södermalm nel centro della città.
Lo Zinkendamms è principalmente uno stadio di bandy e di calcio, ma vi si praticano anche altri sport, come il football americano. Lo Zinkensdamms IP è lo stadio di casa dell'Hammarby IF Bandyförening, ma anche il Reymersholms IK e gli Stockholm Mean Machines giocano qui.
Anche il Bajen Fans Hockey, nato nel 2008, gioca le partite casalinghe in questo stadio.
Ha ospitato alcuni incontri del campionato mondiale di bandy 2006 (gruppo A e gruppo B), il campionato europeo di football americano Under-19 2006 e il campionato mondiale di football americano femminile 2010.

## Bandy

### Incontri Mondiale maschile 2006

#### Gruppo A
- Norvegia - Russia  2-12 il 28 gennaio
- Svezia - Kazakistan  14-1 il 28 gennaio
- Bielorussia - Finlandia  1-13 il 28 gennaio
- Russia - Bielorussia  9-4 il 2 febbraio
- Finlandia - Kazakistan  7-3 il 2 febbraio
- Svezia - Norvegia  6-2 il 2 febbraio
- Finlandia - Kazakistan  7-4 (finale 3º - 4º posto) il 5 febbraio
- Russia - Svezia  3-2 (finale) il 5 febbraio

#### Gruppo B
- Estonia - Paesi Bassi  1-3 il 3 febbraio
- Ungheria - Mongolia  3-0 il 3 febbraio
- Canada - Stati Uniti  1-4 il 3 febbraio

### Incontri Mondiale maschile 2009
- Svezia - Russia  2-2 (gruppo A) il 21 gennaio

## Football americano

### Incontri per nazionali

#### Europeo Under-19 2006
- Francia - Finlandia  19-0 (gruppo A) il 22 luglio
- Russia - Svezia  7-14 (gruppo A) il 22 luglio
- Austria - Danimarca  35-14 (gruppo B) il 23 luglio
- Germania - Rep. Ceca  56-0 (gruppo B) il 23 luglio
- Finlandia - Russia  13-14 (gruppo A) il 24 luglio
- Svezia - Francia  14-34 (gruppo A) il 24 luglio
- Rep. Ceca - Austria  0-42 (gruppo B) il 25 luglio
- Danimarca - Germania  12-47 (gruppo B) il 25 luglio
- Francia - Russia  62-0 (gruppo A) il 26 luglio
- Svezia - Finlandia  46-33 (gruppo A) il 26 luglio
- Germania - Austria  25-21 (gruppo B) il 27 luglio
- Danimarca - Rep. Ceca  35-7 (gruppo B) il 27 luglio
- Finlandia - Rep. Ceca  19-0 (finale 7º - 8º posto) il 29 luglio
- Russia - Danimarca  28-0 (finale 5º - 6º posto) il 29 luglio
- Svezia - Austria  13-42 (finale 3º - 4º posto) il 30 luglio
- Francia - Germania  28-21 (finale) il 30 luglio

#### Mondiale femminile 2010
| Arbitri: | G. Bogman K. Madill R. Bucchi F. Densereau M. Wild D. Barth B. Farthing |

| |            |                 |
| A. Smith 6':16" Q1 (TD) 52yd pass from Grisafe Williams Q1 (pat) Sowers 10':14" Q1 (TD) 5yd pass from Schmidt J. Blum 13':18" Q1 (TD) 14yd pass from M. Gallegos Welniak 4':33" Q2 (TD) 14yd pass from Grisafe A. Wilson Q2 (tpc) pass from Grisafe Brickhouse 11':34" Q2 (TD) 1yd run Brickhouse Q2 (tpc) Sowers 15':00" Q2 (TD) 24yd pass from Grisafe Williams Q2 (pat) Brickhouse 8':10" Q3 (TD) 2yd run Williams Q3 (pat) Springer 11':09" Q3 (TD) 45yd run Williams Q3 (pat) Grisafe 8':23" Q4 (TD) 3yd run Williams Q4 (pat) | Marcatori  |                 |
| John Kooneck | Allenatori | Cameron Frickey |

| Arbitri: | A. McPhilomy K. Milojkovic B. Johnson A. Tahtinen L. Jordan E. Melehan C. Nichols |

|                                                                                  |            |                                               |
| Paetsch 7':07" Q2 (TD) 20yd run DeGuise 15':00" Q3 (TD) 19yd interception return | Marcatori  | 3':13" Q4 (TD) 66yd kickoff return E. Hinders |
| Larry Harlow                                                                     | Allenatori | Kristoffer Hård                               |

| Arbitri: | A. McPhilomy D. Barth B. Farthing G. Bogman L. Jordan E. Meehan M. Wild |

| |            | |
| Laine 6':21" Q1 (TD) 12yd run Kuosmanen 9':30" Q1 (TD) 81yd pass from Wahlberg Bruun 14':40" Q1 (TD) 45yd run Bruun Q1 (tpc) Bruun 3':40" Q2 (TD) 49yd run Bruun Q2 (tpc) Wahlberg 6':46" Q2 (TD) 49yd run Salo Q2 (tpc) pass from Wahlberg J. Suhonen 5':34" Q4 (TD) 20yd run | Marcatori  | 14':22" Q1 (TD) 13yd pass from Strbrny Konecny Q1 (tpc) Michelitsch 5':41" Q2 (TD) 21yd pass from Strbrny T. Grabher Q2 (tpc) M. Gerstl |
| Teemu Kuusisto | Allenatori | Cameron Frickey |

| Arbitri: | A. Tahtinen K. Milojkovic R. Bucchi Tomaz E. Meehan F. Dansereau A. McPhilomy |

| |            |                 |
| Erdmann 12':32" Q2 (TD) 13yd run Duvinage Q2 (pat) Erdmann 3':22" Q4 (TD) 25yd punt return Duvinage Q4 (pat) | Marcatori  |                 |
| Jörn Maier                                                                                                   | Allenatori | Kristoffer Hård |

| Arbitri: | A. McPhilomy K. Milojkovic B. Johnson A. Tahtinen L. Jordan E. Meehan C. Nichols |

| |            |                                                                  |
| Paetsch 6':35" Q2 (TD) 69yd run T. Shannon Q2 (pat) Paetsch 6':53" Q2 (TD) 36yd run T. Shannon Q2 (pat) K. Jones 11':45" Q3 (TD) 1yd run | Marcatori  | 14':55" Q2 (TD) 2yd run Duvinage 3':52" Q4 (TD) 4yd run M. Scott |
| Larry Harlow | Allenatori | Jörn Maier                                                       |

| Arbitri: | G. Bogman K. Madill F. Dansereau Tomaz M. Wild D. Barth B. Farthing |

| |            |                |
| A. Smith 6':10" Q1 (TD) 17yd pass from Schmidt Williams Q1 (pat) Brickhouse 11':57" Q1 (TD) 5yd run Sowers 4':32" Q2 (TD) 16yd pass from Schmidt Sowers 10':06" Q2 (TD) 20yd pass from Grisafe A. Smith Q2 (tpc) Weimann 15':00" Q2 (TD) 47yd pass from Grisafe Williams Q2 (pat) Springer 4':25" Q3 (TD) 5yd run Williams Q3 (pat) Grisafe 9':05" Q3 (TD) 1yd run O. Pickett 14':58" Q3 (TD) 32yd run M. Gallegos 4':24" Q4 (TD) 6yd run Sowers 6':52" Q4 (TD) 58yd punt return S. Shockley 7':43" Q4 (TD) 14yd run S. Maple Q4 (pat) | Marcatori  |                |
| John Kooneck | Allenatori | Teemu Kuusisto |

| Arbitri: | A. Tahtinen A. McPhilomy B. Johnson Tomaz K. Medill E. Meehan B. Farthing |

| |            | |
| Persson 9':06" Q2 (saf) E. Hinders 9':24" Q2 (TD) 30 yd run Persson 10':41" Q3 (TD) 13yd pass from M. Karlsson M. Karlsson 13':21" Q4 (TD) 1yd run | Marcatori  | 9':38" Q1 (TD) 8yd run C. Klupper 5':51" Q2 (TD) 4yd pass from P. Marrara C. Friedl 14':26" Q4 (TD) 16yd pass from Strbrny Konecny |
| Kristoffer Hård | Allenatori | Cameron Frickey |

| Arbitri: | A McPhilomy K. Milojkovic R. Bucchi C. Nichols L. Jordan E. Meehan F. Dansereau |

| |            | |
| Bruun 6':17" Q1 (TD) 88yd run Salo Q1 (tpc) pass from Wahlberg 13':44" Q1 (TD) 15yd run Wahlberg 8':11" Q2 (TD) 3yd run Bruun 11':15" Q2 (TD) 72yd run | Marcatori  | 12':55" Q3 (TD) 10yd run M. Scott 5':00" Q4 (TD) 10yd run Erdmann 12':44" Q4 (TD) 43yd run Erdmann |
| Teemu Kuusisto | Allenatori | Jörn Maier                                                                                         |

| Arbitri: | G. Bogman K. Milojkovic R. Bucchi Tomaz M. Wild D. Barth B. Farthing |

| |            | |
| Springer 5':15" Q1 (TD) 13yd run Williams Q1 (pat) Brickhouse 7':42" Q1 (TD) 26yd run Springer Q1 (tpc) rush Weimann 13':24" Q1 (TD) 25yd run Williams Q1 (pat) Springer 4':29" Q2 (TD) 3yd run Springer Q2 (tpc) rush Brickhouse 7':25" Q2 (TD) 7yd run Williams Q2 (pat) Springer 10':29" Q2 (TD) 59yd run Williams Q2 (pat) Sowers 15':00" Q2 (TD) 31yd pass from Grisafe Williams Q2 (pat) S. Shockley 5':04" Q3 (TD) 16yd run Williams Q3 (pat) Adams 12':42" Q3 (saf) Springer 4':28" Q4 (TD) 4yd run | Marcatori  | |
| Starting offense Grisafe 15 QB Weimann 2 RB Sowers 21 WR L. Cannon 1 WR Welniak 89 WR A. Smith 10 TE Pederson 70 OL Menzyk 63 OL R. Smith 67 OL Brooks 53 OL Barker 75 OL Starting defense Marks 85 DL Fisher 62 DL Golay 43 DL Martin 47 LB L. Hinkle 30 LB M. Goodwin 59 LB A. Bandstra 31 LB Vasquez 8 DB A. Fitcheard 24 DB Sowers 21 DB J. Pirog 32 DB Participation M. Gallegos 3 Adams 5 O. Pickett 6 A. Wilson 9 S. Maple 17 Brickhouse 18 E. Sheriff 20 Schmidt 23 S. Shockley 27 D. Wilkinsson 33 S. Loveless 42 Springer 46 Welter 48 J. Carignan 57 Satterfield 58 M. Riddle 61 T. Fain 64 K. Mulligan 71 M. Pickett 74 Williams 80 L. Pringle 81 J. Blum 84 Griswold 86 B. Reinbolt 88 | Formazioni | Starting offense QB 14 Ashraf RB 83 Palmer RB 44 Paetsch WR 89 C. Mash-Hadlow WR 82 Black TE 85 L. Ertman OL 75 A. Salter OL 70 C. O'Donnel OL 60 J. McCreary OL 61 T. Graves OL 50 S. Benson Starting defense DL 52 J. Buydens DL 63 A. Waberski DL 72 M. Daley DL 74 C. Whitman LB 11 DeGuise LB 10 L. Harlow LB 30 A. Dupont-Parent DB 87 A. Mohr DB 25 T. Yahnke DB 23 Goulet DB 6 M. Young-Mather Participation 2 K. Simmons 5 J. Crochetière 7 J. Barter 9 J. Taylor 12 K. Jones 20 J. Coleman 21 L. MacInnis 22 P. Eko-Davis 33 E. Walton 36 K.-L. Hooker 38 L. Rogers 39 A. Clements 40 J. Brewer 41 T. Shannon 51 K. Archibald 62 A. Weichel 64 J. Bourgeois 71 K. Fillmore 73 E. Devlin 81 L. Boyles 84 K. Wighton |
| John Kooneck | Allenatori | Larry Harlow |

### Incontri per club

#### Finali del campionato nazionale svedese
| Stoccolma 26 luglio 1998 XIII SM-Finalen | Stockholm Mean Machines | 31 – 10 | Örebro Black Knights | Zinkensdamms Idrottsplats |

| Stoccolma 22 agosto 1994 XIV SM-Finalen | Stockholm Mean Machines | 48 – 25 | Örebro Black Knights | Zinkensdamms Idrottsplats |

| Stoccolma 2 settembre 2001 XVI SM-Finalen | Stockholm Mean Machines | 25 – 30 | Tyresö Royal Crowns | Zinkensdamms Idrottsplats |

| Stoccolma 1º settembre 2002 XVII SM-Finalen | Stockholm Mean Machines | 28 – 20 | Carlstad Crusaders | Zinkensdamms Idrottsplats |

| Stoccolma 10 settembre 2006 XXI SM-Finalen | Stockholm Mean Machines | 24 – 21 | Carlstad Crusaders | Zinkensdamms Idrottsplats |

| Stoccolma 16 settembre 2007 XXII SM-Finalen | Limhamn Griffins | 9 – 6 | Carlstad Crusaders | Zinkensdamms Idrottsplats |

| Stoccolma 21 settembre 2008 XXIII SM-Finalen | Stockholm Mean Machines | 70 – 39 | Arlanda Jets | Zinkensdamms Idrottsplats |

| Stoccolma 20 settembre 2009 XXIV SM-Finalen | Stockholm Mean Machines | 24 – 20 | Carlstad Crusaders | Zinkensdamms Idrottsplats |